# 豪爾赫·岡薩雷斯
豪爾赫·岡薩雷斯（西班牙語：Jorge González，1966年1月31日—2010年9月22日），出生於阿根廷，是世界摔角娛樂（WWF）旗下職業摔角選手，也曾因其身材條件上的優勢，在NBA被亞特蘭大老鷹隊選秀會選中，但最後因其身體不靈光、協調性不佳等因素，所以在1993年離開NBA轉往WWF發展。
他擁有244公分的身高、210公斤的體重，是全球目前最高的摔角選手，其特色是超高的身高和肌肉緊身衣，後因得糖尿病的緣故離開職業摔角，晚年生活於阿根廷，並於2010年逝世。